# پارک ایالتی پیکاچو پیک
پارک ایالتی پیکاچو پیک (به انگلیسی: Picacho Peak State Park) پارکی طبیعی واقع در شمال آریزونا است.
این پارک طبیعی که ۱۵۱۶ هکتار وسعت دارد، در سال ۱۹۶۸ تأسیس گشت.
این پارک در شمال شهر توسان قرار دارد.

## نگارخانه

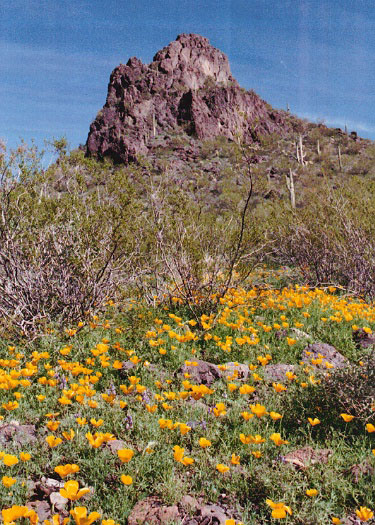
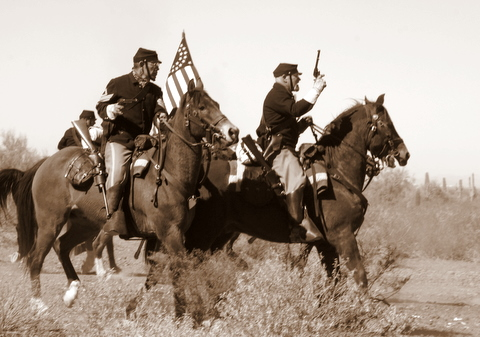
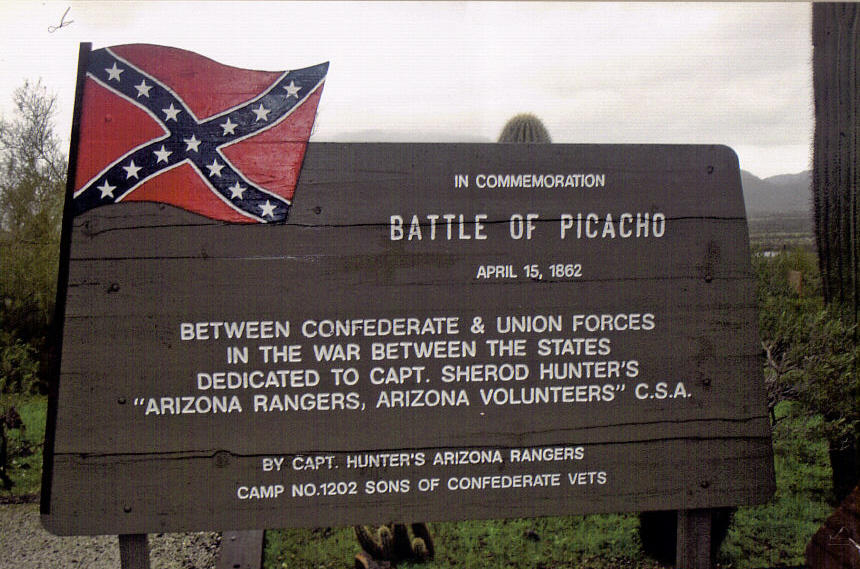
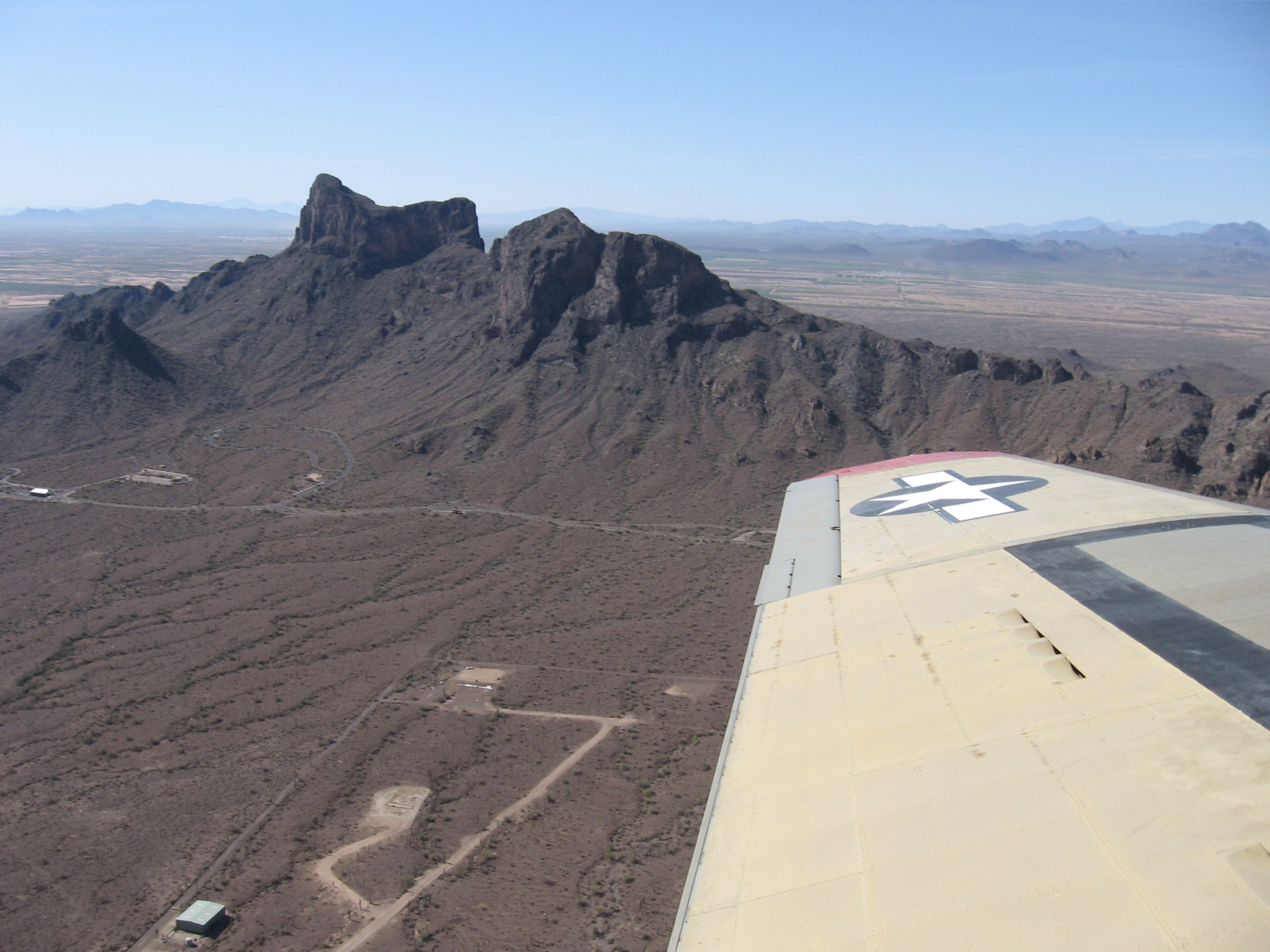
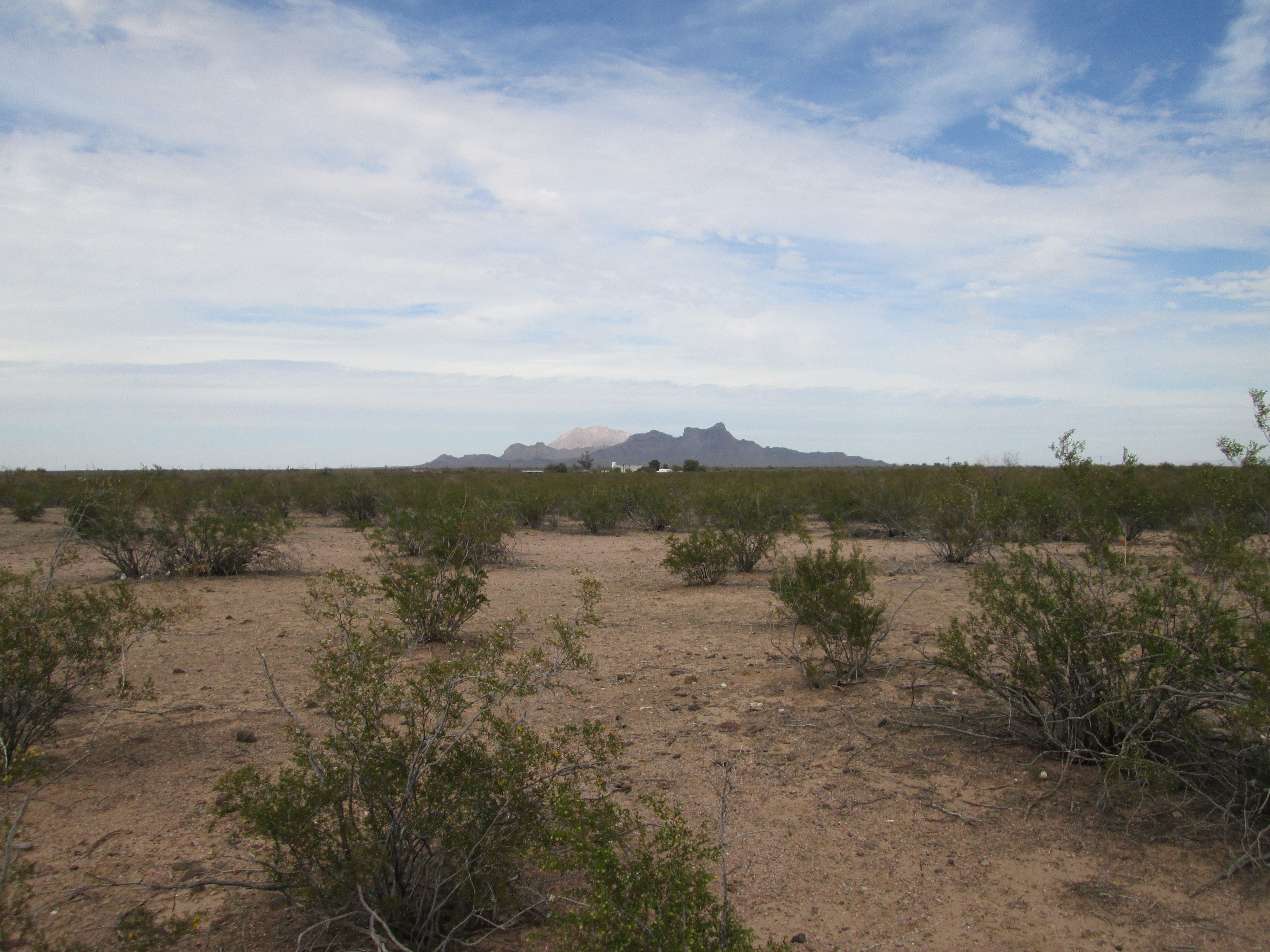